# Orientogomphus indicus
Orientogomphus indicus – gatunek ważki z rodziny gadziogłówkowatych (Gomphidae).